# Miyana pollonia
Miyana pollonia är en fjärilsart som beskrevs av Frederick DuCane Godman och Osbert Salvin 1888. Miyana pollonia ingår i släktet Miyana och familjen praktfjärilar. Inga underarter finns listade i Catalogue of Life.